# 满洲国司法部
满洲国司法部是滿洲國的行政機關，長官稱為「總長」。
满洲国司法部大楼建于1936年，位于新民大街828号，由相贺兼介设计，是所谓“八大部”之一。
该建筑现由吉林大学医学部使用，至今基本保存完好。2013年3月，满洲国治安部作为“伪满皇宫及日伪军政机构旧址”的一部分，被定为全国重点文物保护单位。